# Image (Tailleferre)

Image est une œuvre pour huit instruments de Germaine Tailleferre, composée en 1918.

## Histoire
Germaine Tailleferre avait composé en Bretagne une Pastorale peu avant la fin de la Première Guerre mondiale. Elle la rebaptise Image, la dédiant à Mme José Maria Sert, la femme du peintre espagnol.
Toujours en novembre 1918, Germaine Tailleferre en écrit une réduction pour piano à quatre mains.

## Instruments
Flûte, clarinette, quatuor à cordes, piano et célesta.

## Discographie
- Germaine Tailleferre, Kammermusik für Streicher, Bläser und Klavier, Quatuor Fanny Mendelssohn, Ulrike Siebler (flûte), Deborah Marshall (clarinette), Heiko Stralendorff (célesta), Angela Gassenhuber (piano), décembre 1992, Troubadisc, 1993.
- The Music of Germaine Tailleferre, Porter String Quartet, Helicon Records, 1997.
- (Pour deux pianos) Marc Clinton et Nicole Narboni Duo, Germaine Tailleferre – Music for Two Pianos and Piano Four-Hands, Elan Recordings, 1997.